# Isepeolus
Isepeolus Cockerell, 1907 — род пчёл, из трибы Isepeolini семейства Apidae. Собирательные волоски образуют так называемую корзинку. 

## Распространение
Неотропика: от Барбадоса и Бразилии до Аргентины и Чили.

## Классификация
Известно около 10 видов.
- Isepeolus atripilis Roig-Alsina, 1991
- Isepeolus bufoninus (Holmberg, 1886)
- Isepeolus cortesi Toro & Rojas, 1968
- Isepeolus lativalvis (Friese, 1908)
- Isepeolus luctuosus (Spinola, 1851)
- Isepeolus octopunctatus (Jörgensen, 1909)
- Isepeolus septemnotatus (Spinola, 1851)
- Isepeolus smithi Jörgensen, 1912
- Isepeolus vachali Jörgensen, 1912
- Isepeolus viperinus (Holmberg, 1886) typus (=Isepeolus albopictus Cockerell, 1907)
- Isepeolus wagenknechti Toro & Rojas, 1968
- Другие виды[3]